# اکسید کربن
اکسید کربن یا اکسوکربن  به ترکیب شیمیایی گفته می‌شود که تنها شامل کربن و اکسیژن است. ساده‌ترین و رایج‌ترین ترکیب از این خانوده از ترکیبات، کربن منوکسید (CO) و کربن دی‌اکسید (CO2) هستند. بسیاری از پایدار یا شبه پایدار از اکسو کربن‌ها شناخته شده‌است، اما به‌ندرت می‌توان با آن‌ها روبرو شد که به‌عنوان مثال می‌توان به کربن سابوکسید (C3O2 یا O=C=C=C=O) و انیدرید ملیتیک (C12O9) اشاره کرد.
|  |              |  |              |  |               |  |                |
|  | کربن منوکسید |  | کربن دی‌اکسید |  | کربن سابوکسید |  | انیدرید ملیتیک |

علاوه برموارد بالا، بسیاری دیگر از انواع اکسیدهای کربن‌ شناخته شده‌اند که سنتز اکثر آنها از دهه ۱۹۶۰ سنتز شروع شده‌است. برخی از این اکسیدهای جدید در دمای اتاق پایدار هستند. برخی از آنها تنها در دماهای بسیار پایین شبه‌پایداری یا پایدار هستند، اما براثر گرم شدن به اکسوکربن‌های ساده‌تر تجزیه می‌شوند. بسیاری از آن‌ها ذاتاً ناپایدار هستند، به‌طوری که دارای طول عمر کوتاهی هستند. این نوع ترکیبات چنان واکنش‌پذیر هستند که فقط در فاز گازی مشاهده می‌شوند یا این که فقط با کمک جداسازی ماتریسی قابل تشخیص هستند.